# Parti politique
Un parti politique est un groupe de personnes possédant des idées politiques communes réunis en association. Il peut chercher à influencer le gouvernement en place, en le soutenant si celui-ci en est issu, ou en s'y opposant. Il nomme également ses propres candidats aux différentes élections et en tentant d'obtenir des mandats politiques. Un parti politique peut aussi influencer l'opinion publique. Il peut être présent au Parlement.
Plus généralement, la notion de parti politique possède deux définitions. La première, d'ordre idéologique, est presque synonyme de faction : il s'agit, pour reprendre les termes de Benjamin Constant, d'une « réunion d'hommes qui professent la même doctrine politique ».
La seconde, d'ordre institutionnel, le tient pour un élément essentiel du jeu démocratique : « elle consiste à saisir le parti politique en tant que forme politique, structure d'organisation de la démocratie ».

## Pluralisme et ordre parfait: le parti auXVIIIesiècle

### Question Whig et Tory
Au début du XVIIIe siècle se pose, en Angleterre, un problème politique nouveau : la persistance de l'opposition entre Whig et Tory. Issu de l'Exclusion crisis de 1681, cet antagonisme perdure alors même que les conflits politiques du siècle précédent s'estompent. Dès 1717, Rapin-Thoyras prend conscience de cette anomalie dans sa Dissertation on Whigs and Tory.
Écrite entre 1733 et 1734, la Dissertation upon parties de Bolingbroke résume la perplexité de l'intelligentsia anglaise. Il souligne de prime abord le caractère fondamentalement creux du clivage entre Whigs et Tory : « Le pouvoir et la majesté du peuple, un contrat originel (…), ces idées étaient autrefois associées à l'idée d'un whig, et semblaient aux Whigs incommunicable et incompatible avec l'idée d'un Tory (…) Hérédité divine, droit imprescriptible (…) étaient associés pour de nombreux esprits, à l'idée d'un Tory, et s'avéraient, de la même manière, incommunicable et incompatible avec l'idée d'un Whig (…) Ces associations sont aujourd'hui brisées ; ces fédérations d'idées distinctes sont entièrement mélangées ; de nouvelles combinaisons émergent par la force ». Loin d'apparaître comme un indicateur de maturité politique, cette division s'avère être une véritable plaie : « Il n'y a pas de plaintes, qui n'aient occupé plus constamment les bouches, pas de griefs qui n'aient pesé plus lourdement sur les cœurs, que ceux résultant de nos divisions nationales ».

### David Hume et le pluralisme constitutionnel
Prenant à contre-pied ses contemporains, David Hume sera le premier à défendre dans deux essais publiés en 1742, Of Parties in General et Of the Parties of Great Britain le rôle institutionnel joué par les Whigs et les Tories dans la vie politique anglaise.
Dans Of the parties, Hume différencie deux types de factions.
De prime abord les factions personnelles, centrées sur quelques notabilités, reproduisent leurs inimitiés personnelles. Hume note en effet que « les factions personnelles adviennent très aisément dans les républiques. Chaque querelle domestique devient alors une affaire d'État ».
Inversement, les factions réelles, résultent non pas de griefs individuels et subjectifs, mais d'un état de fait objectif. Ces factions réelles peuvent être elles-mêmes subdivisées en trois types :
- celles qui reposent sur l'affection. Elles sont fondées sur « les divers attachements des hommes envers des familles et des personnes distinctes, qu'ils désirent voir régner sur eux »[7] ;
- celles qui reposent sur l'intérêt. En effet « lorsque deux ordres, tels que les nobles et le peuple, ont une autorité distincte sur le gouvernement, qui ne s'avère pas suffisamment équilibrée et formée, ils suivent naturellement un intérêt distinct »[8]. En théorisant ces factions intéressées, Hume anticipe sur le pluralisme sociologique de Johann Caspar Bluntschli[9] ;
- celles qui reposent sur des principes, en général d'ordre abstraits et spéculatifs. Ces partis principiels « sont seulement connus des temps modernes, et sont, peut-être, le plus extraordinaire et inexplicable phénomène, qui ait jamais surgi dans les affaires humaines »[7]. L'avènement de ces partis entraîne une rationalisation de la vie politique : dès lors que les divisions politiques résultent d'opinions divergentes, et non plus d'inimitiés personnelles, il est toujours possible de s'entendre.

Hume théorise en fin de compte le pluralisme politique comme un phénomène naturel, déduit « de la diversité des fonctions et de la complexité des rouages institutionnels ».
Le Of Parties of Great Britain constitue à la fois une réponse critique aux théories de Bolingbroke et de Rapin-Thoyras, ainsi qu'une expérimentation des catégories dégagées par le Of the parties. Hume s'intéresse ici avant tout à l'opposition entre la Court et la Country. Elle résulterait à la fois de principes et d'intérêts distincts : « Conséquence naturelle de notre constitution, la Court et la Country sont, en quelque sorte, des partis mixtes, influencés aussi bien par des principes que par des intérêts ».

### Révolution française et ordre idéal
Les constituants de 1789 reprennent et complètent les analyses de Bolingbroke et de Rapin-Thoyras. À ceci près que les factions ne représentent pas à leurs yeux une menace pour la société actuelle, mais pour la société à venir. En hommes des Lumières, ils aspirent en effet à fonder un ordre social immuable, produit de la raison et de la science. La révolution permet à l'humanité d'accéder définitivement à l'état adulte : au terme de ce bouleversement, les divisions et les changements n'ont plus lieu d'être.
Dans un discours prononcé le 29 septembre 1791 à l'assemblée constituante, Isaac Le Chapelier résume l'appréhension de ses contemporains : « Nous allons vous entretenir de ces sociétés que l'enthousiasme pour la liberté a formées (…) Mais, comme toutes les institutions spontanées que les motifs les plus purs concourent à former, et qui bientôt sont écartées de leur but (…) ces sociétés populaires ont pris une espèce d'existence politique qu'elles ne doivent pas avoir. Tandis que la Révolution a duré, cet ordre de choses a presque toujours été plus utile que nuisible (…) Mais lorsque la Révolution est terminée (…) il faut pour le salut de cette Constitution que tout rentre dans l'ordre le plus parfait ».
Au cours de cette même session, Robespierre opposant déclaré à Le Chapelier, défend les sociétés populaires : « Détruisez-les et vous aurez ôté à la corruption le frein le plus puissant ». Toutefois, sa défense n'est que tactique : il ne tient les partis que pour « un mal temporaire ou un simple instrument conjoncturel de combat ».
Pour les révolutionnaires et pour leurs héritiers, il n'existe de fait que deux partis légitimes : le progrès et la réaction. Et encore cette division n'est-elle que ponctuelle : elle s'estompera naturellement lorsque la révolution l'aura emporté sur la conservation.

## Apparition des partis politiques
Les partis politiques au sens moderne du terme sont assez récents. Ils apparaissent à la fin du XIXe siècle et au début du XXe. Ils apparaissent en Angleterre avec la réforme électorale de 1832, aux États-Unis vers 1830.

### En France
La loi Le Chapelier de 1791 qui interdit les associations favorise l’individualisme en politique. Pendant longtemps et dans les premières élections de la IIIe République, les Français ont élu les hommes influents de leur circonscription : propriétaires terriens, nobles, entrepreneurs… Quand les Républicains parviennent à faire entendre leur message politique, ils sont élus pour leurs orientations face aux problèmes politiques du pays. Ce n’est qu'en 1901 qu’apparaît le premier parti, le Parti républicain, radical et radical-socialiste et en 1905 avec la création de la SFIO. Ce sont deux partis de gauche. La droite met plus longtemps à créer des partis organisés. Pendant longtemps, les partis de droite sont des groupes informels réunis autour de leaders et d’intérêts communs. Ce n’est qu’en 1958 que les partis politiques sont institutionnalisés, l'article 4 de la Constitution française du 4 octobre 1958 prévoyant leurs droits (se former librement, se présenter aux élections, garantie du pluralisme politique) et leurs devoirs (respecter la souveraineté nationale et la démocratie). Maurice Duverger met en avant la distinction entre partis de cadres et partis de masses.

Aujourd'hui, ni la Constitution ni la loi ne définissent de façon précise la notion de parti politique. Mais la loi sur la transparence de la vie politique a conduit à déterminer son champ d’application . La jurisprudence du Conseil constitutionnel et du Conseil d'État, rappelée par la Commission nationale des comptes de campagne et des financements politiques (CNCCFP), s'accorde sur la définition suivante : 
«  est considérée comme parti politique la personne morale de droit privé qui s’est assigné un but politique :
- si elle a bénéficié de l'aide publique (art. 8 et 9 de la loi du 11 mars 1988) ou si elle a régulièrement désigné un mandataire financier (art. 11 à 11-7) ;
- ou si elle a déposé des comptes certifiés par deux commissaires aux comptes auprès de la CNCCFP (art. 11-7). »

Dans son rapport, Projet de loi de finances pour 2013 : Vie politique, cultuelle et associative, le rapporteur de la commission des lois, note que la définition de parti, qui n'est pas juridique, pose un problème constitutionnel.

## Organisation des partis politiques
Pour pouvoir perdurer et donc avoir le temps de se construire un électorat et un programme politique, les partis doivent se structurer et construire un certain nombre de règles permettant de définir le système de prise de décisions. On trouve généralement un président ou secrétaire général, un trésorier ainsi qu'un comité directeur.

### Composition
On distingue les sympathisants, qui constituent l'électorat traditionnel du parti, des adhérents, militants qui s'investissent directement dans la vie du mouvement. Le plus souvent, les adhérents se réunissent périodiquement et payent une cotisation. Des divisions se cristallisent souvent en conflits d'intérêts entre les différents courants ou entre les militants de bases, qui défendent une certaine orthodoxie idéologique, et les élus ou les cadres généralement plus ouverts aux compromis et aux alliances.

#### Primaires
En poussant à voter sur un programme plus que sur une candidature, les primaires permettent de lutter contre les plébiscites[non neutre]. Les partis ont pour fonction de désigner les candidats qui les représenteront durant les élections à l'aide de primaires. Le mode de sélection des candidats est souvent considéré comme peu transparent et repose en grande partie sur luttes d'influences que se livrent les personnalités au sein des partis[réf. souhaitée].

#### Liens entre élus et partis
Dans le système de mandat représentatif, les candidats, une fois élus, n'ont aucun compte à rendre au parti qui les a soutenu durant le processus électoral. Il leur est donc tout à fait possible de le quitter, voire de rejoindre un parti adverse.

#### Représentation des femmes
Malgré la généralisation du droit de vote des femmes dans toutes les démocraties ces dernières décennies, la proportion de femmes élues reste le plus souvent largement inférieure à 50 %. La proportion de femmes élues correspond généralement à leur représentativité dans les partis politiques (nombre de femmes/nombre de militants)[réf. souhaitée].
L'équilibre de la représentation des sexes dans les candidatures aux élections est un sujet de plus en plus abordé dans les partis occidentaux. Ainsi la loi française impose aux partis politiques un pourcentage minimum de candidates sur les listes. Souvent, le respect ou non de ce pourcentage minimum entraîne, pour le parti, des avantages ou malus sur le plan financier.
Le processus électoral conduisant à une certaine uniformisation des candidats élus, on observe des problèmes identiques concernant la représentation des minorités ethniques, des classes d'âges, des classes sociales, des handicapés...

### Financement
Les partis financent les campagnes électorales. Ils ont également besoin de fonds pour assurer leur propre fonctionnement. Cet argent peut provenir de dons de personnes privées ou de financements publics.

#### En France
Les dons privés étaient à l'origine sévèrement réglementés pour limiter l'influence des grandes sociétés sur les élus. Cette situation a entraîné une baisse importante des ressources privées et beaucoup de partis ont utilisé des sources de financements illégales (emplois fictifs, sur-facturation de marchés publics, réseaux françafricains…). Pour remédier à cette situation, le gouvernement a mis en place un financement public dont le montant varie en fonction des derniers résultats électoraux.
La loi de 1988 qui permit aux partis politiques de bénéficier d'une personnalité juridique ne mentionnait rien à propos des ressources ; de ce fait cette loi fut modifiée par les lois de 1990, 1993, 1995, 1996, 2003 qui prévoient un financement public et privé.
Le financement public est divisé en deux fractions :
- une fraction est réservée aux partis politiques qui ont présenté des candidats aux élections de l'Assemblée nationale ; mais la loi de 2003 a fixé un seuil de 1 % que les partis devaient atteindre pour obtenir cette fraction.
- une fraction réservée aux partis politiques qui sont au parlement mais par nombre de députés.

#### En Allemagne
Le financement des partis politiques en Allemagne est réglementé dans le Parteiengesetz de 1967, modifié en 1984, 2000 et 2002. Les dons ne sont pas limités. Les personnes morales peuvent aussi faire des dons. Il n’y a pas d'organisation pour contrôler les dons comme le CNCCFP en France.
En revanche, des dons surpassant la somme de 50 000 euros doivent être publiés immédiatement et des dons entre 10 000 et 50 000 euros sont notés dans le rapport d'activité du parti. Cependant les partis profondément enracinés dans la société allemande touchent des allocations. Cette somme ne peut pas dépasser la rentrée d'argent encaissée par le parti lui-même. De plus, les partis touchent les cotisations régulières.

#### En Italie
Selon l'article 49 de la Constitution italienne, tous les citoyens ont le droit de s’associer librement en partis pour concourir, selon le mode de la démocratie, démocratiquement à la détermination de la politique nationale. Les partis sont financés par des contributions volontaires des citoyens, qui pourront soit donner un montant équivalent à deux pour mille de leur revenu au parti de leur choix, lors de la déclaration annuelle des revenus, soit effectuer des versements spontanés partiellement défiscalisés. Après des scandales ; cette loi a remplacé celle selon laquelle les partis, après le referendum en 1993, ont pu retrouver des fonds publics sous la forme de remboursement des frais de campagne, payés par tranches et qui ne correspondaient pas exactement aux dépenses réelles.

## Système politique et partis

### Monopartisme
Le monopartisme est une situation où un seul parti exerce le pouvoir effectif. Il se caractérise donc par l'absence d'alternative politique. Cet état de fait peut recouvrir des situations très différentes.
Dans les États à parti unique, la loi n'autorise qu'un seul parti, celui du gouvernement. Elle peut parfois tolérer la présence de partis minoritaires si ceux-ci acceptent la prédominance du parti gouvernant. Ce fut le cas en RDA, c'est actuellement le cas en Chine.
Il arrive également que les partis d'opposition soient officiellement autorisés, mais que le parti dominant parvienne à se maintenir au pouvoir par la corruption, le clientélisme ou la fraude électorale. Ces pays sont généralement accusés d'utiliser des pratiques contraires aux droits de l'homme contre les opposants politiques.
Enfin certains partis peuvent défendre un programme suffisamment consensuel pour qu'il soit accepté par une grande partie de l'électorat. Si les candidats présentés par ces partis sont reconnus pour leur compétence et leur honnêteté, ils peuvent alors se maintenir au pouvoir pendant des décennies tout en respectant scrupuleusement les règles du jeu démocratique. C'est le cas par exemple des sociaux démocrates de Socialdemokratiska Arbetarepartiet (SAP) en Suède. De même au Japon, le parti libéral démocrate a été au pouvoir de 1955 à 2009 (sauf en 1993-1994), l'électorat se retrouvant dans les différentes factions qui le compose.

### Bipartisme
Le bipartisme concerne des pays de tradition anglo-saxonne comme les États-Unis ou la Jamaïque dans lesquels deux partis dominent la vie politique, et où il est quasiment impossible aux autres partis de remporter une élection. Dans cette situation, les deux partis en opposition sont généralement de vastes coalitions qui cherchent à présenter des programmes les plus larges possibles. Généralement, ces deux coalitions se comparent l'une par rapport à l'autre en utilisant le traditionnel axe droite-gauche : liberté d'entreprise, baisse des charges d'un côté ; intervention importante de l'État dans l'économie de l'autre.

### Multipartisme
Dans des pays comme le Canada ou le Royaume-Uni, coexiste à côté des deux partis historiques dominants, un troisième parti possédant un poids électoral non négligeable et qui commence à percer. Ce troisième parti peut occasionnellement arriver en deuxième place aux élections mais n'a encore jamais exercé le pouvoir.
Dans de rares cas comme celui de la Finlande il peut exister un système tri-parti stable, dans lequel chacun des partis a pu arriver alternativement en tête des élections.
Il est très rare que quatre partis puissent coexister et former des gouvernements indépendamment. Les partis sont alors obligés de passer des accords pour former un gouvernement de coalition. Ce dernier cas est la règle en Belgique, ou chaque tendance politique a un parti francophone et un parti néerlandophone.

#### Multipartisme collégial
En Suisse, la culture politique est collégiale. Celle-ci est une conséquence des droits politiques d'initiative et de référendum, qui forcent les partis à trouver une solution équilibrée pouvant être acceptée également par les partis minoritaires. En effet, le Parlement préfère souvent céder un peu de terrain sur un projet plutôt que de risquer le référendum, pouvant conduire à un échec total du projet[réf. souhaitée].

## Création d'un parti politique

### En France
Pour créer un parti politique, il faut créer une association à caractère politique en respectant les modalités de la loi de 1901. Elle doit, comme une association classique, être déclarée en préfecture afin que le parti politique dispose de la personnalité morale et de la capacité juridique. Cette déclaration doit aussi être publiée au Journal officiel Associations.
Pour que le financement des partis politiques soit légal, il faut créer une association de financement (association loi de 1901) ayant pour objet exclusif de recueillir les fonds destinés au financement des activités politiques du parti ou alors désigner un mandataire financier, personne physique déclarée en préfecture. Un parti politique a donc des droits privés qui se soumet à la législation sur le financement des partis politiques et qui soit bénéficie de don ou de l’aide publique, soit a désigné un mandataire et dépose ses comptes chaque année à la Commission nationale des comptes de campagne et des financements politiques.

## Implantation géographique

### Partis politiques locaux, nationaux et internationaux
La représentativité d'un parti peut être très différente à l'échelon national et à l'échelon local. S'il est généralement nécessaire de bénéficier d'une bonne implantation locale pour remporter des élections nationales, certains partis mineurs à l'échelon national peuvent avoir un poids important lors des élections locales.
C'est le cas des partis autonomistes par exemple, ou encore des partis dont la notoriété repose essentiellement sur une personnalité locale (en France : Mouvement écologiste indépendant, Debout la France).
Durant les XIXe et XXe siècles, des partis politiques se sont structurés en associations internationales, regroupant des partis politiques de même obédience. Il s'agit en particulier des Internationales, spécialement celles fondées sur l'Association internationale des travailleurs en 1864, aussi appelée Première Internationale.